# Donje Dvorišće
Donje Dvorišće – wieś w Chorwacji, w żupanii zagrzebskiej, w mieście Dugo Selo. W 2011 roku liczyła 188 mieszkańców.